# Impressionism (litteratur)
Impressonism är en riktning inom litteraturen. Den uppstod i slutet av 1800-talet och strävar efter att känsligt registrera glimtar av verkligheten för att återskapa intrycket av pulserande liv. Exempel är inledningen av August Strindbergs Röda rummet.